# TRIBE NINE
『TRIBE NINE』（トライブナイン）は、アカツキとトゥーキョーゲームスによる日本のメディアミックス作品。
原作はトゥーキョーゲームスが担当し、ゲーム開発やテレビアニメ、ウェブトゥーンの総合プロデュースをアカツキおよびアカツキゲームスが担当する。
架空の東京23区を舞台として、各区に存在する「トライブ」と呼ばれるアウトロー集団が、禁じられた死闘の代替として野球をベースとする「エクストリームベースボール」（通称XB）という、広大な1区丸ごとをグラウンドとし、「XBギア」と呼ばれるXB専用の道具を使用し、ベースアウトがない代わりにタッチアウト目的で肉弾戦が可能な決闘方法を用いて、プライドを賭けた抗争を繰り広げていくストーリーが展開される。

## ストーリー
20XX年、ネオトーキョー国。若者達は社会に絶望し仲間と手を取り合うことで己の居場所「トライブ」を生み出した。しかしその結束が各シティのトライブ同士の抗争を激化し市民生活が脅かされるほど治安が悪化、事態を重くみたネオトーキョー政府はトライブ同士の抗争をエクストリームベースボールに限定する、通称「XB法」を施行する。投げて、打って、殴り合う。若者達は己のプライドをかけて、この過激なゲームに熱中した。

## 世界観
エクストリームベースボール
トライブ同士の抗争はネオトーキョー政府が施行した「XB法」の定めた決闘手法、エクストリームベースボール（XB）で決着をつける。基本的に野球と同じだがルールは異なっている。
XBには以下のルールが設けられている。
1. ゲームは、深夜のシティ全体をフィールドにして行う。
2. アウトはタッチアウトと三振のみ。
3. ホームランはなく、長打が出た時、ランナーはボールを持ったフィールダーとバトルが発生するまで、塁間を駆け抜ける。
4. ボールを持ったフィールダーは、ランナーと出塁、進塁をかけたバトルをする。
5. プレーヤーは”XBギア”を装備できる。
6. ジャッジロボが認めさえすれば、XBギアとして何でも持ち込める。
7. 相手より点数が多いかもしくはゲーム中に相手が戦闘不能になれば、勝利となる。
8. 勝者は敗者に命令できる。

## 登場人物

### ミナトトライブ
本作の主人公達。
神谷 瞬（かみや しゅん）
声 - 石田彰
2月22日生まれ。創立者かつリーダーで、ミナトがネオトーキョー最強と呼ばれる最大の理由である数少ない「ビームバット」の使い手で、ピッチャー、バッターとして超一流なのはもちろん、殴り合いでも無類の強さを誇る。実は病気であり常に飲んでいたものはコーヒーではなく薬であり、そのことを知っているのは三太郎と愛海だけだった。ハルに自身の「ビームバット」を託した直後、眠るように息を引き取った。
白金 ハル（しろかね はる）
声 - 堀江瞬
1月20日生まれ。気弱でいじめられっ子の少年。いつものように街の不良たちに絡まれていたところをタイガと神谷によって救われる。神谷の死後、託された「ビームバット」をなかなか扱えずにいたが、オオタトライブとの一戦で覚醒。自身の打撃でチームを勝利へ導く。
「自分には何もできない」という考えに縛られていたが、持ち前の「目の良さ」と「俊敏さ」という武器を神谷によって見出され、ミナトトライブに加入する。
タイガ
声 - 沢城千春
10月10日生まれ。「最強の男、神谷瞬に勝つ！」そんな想いを胸に、海を超えてネオトーキョーにやってきた血気盛んな少年。ハルと共にミナトトライブに加入する。漁師出身だからか威勢は良いものの、大振りのためにバットにかすりもしない。それでも空振りした風でボールの軌道を変えるほどの強靭なパワーを誇る。勉強は苦手。カズキの紹介で花札に弟子入りする。
有栖川 さおり（ありすがわ さおり）
声 - 渕上舞
11月22日生まれ。ミナトトライブの副リーダー。可憐な見た目とは裏腹に、神谷の豪速球を受け止めることができる優秀なキャッチャー。神谷の死後、二代目リーダーを引き継ぐ。
三田 三太郎（みた さんたろう）
声 - 田村睦心
3月20日生まれ。ミナトのエースが自身であると言い張るが、実際はミナトの控えのピッチャーである。通称「みっちゃん」。
大門 愛海（だいもん まなみ）
声 - 落合福嗣
7月20日生まれ。温厚な性格と美味しい料理で、いつもメンバーを支えてくれている。ミナトトライブのたまり場であるダイナー「Lovely Ocean」の店主を兼任している。
青山 カズキ（あおやま かずき）
声 - 千葉翔也
5月18日生まれ。アダチトライブで負けているところに突如ミナトトライブの前に現れ、加入を申し出た謎の青年。人を小馬鹿にした態度を取り、反感をかうこともある。
左手を負傷しており、まともにXBをプレーできない様子だが、XBの戦術やビームバットの扱い方などに詳しく、知略を巡らしミナトに勝利をもたらす。血は繋がっていないものの、兄弟でもある王次郎のことを気にしている。チヨダトライブとの戦いで幼い頃の思いを王次郎にぶつけ、子供の頃の熱を取り戻しチヨダトライブへの復帰を表明した。しかし結衣の破壊行動によって崩壊したチヨダ城の下敷きとなり王次郎と共に行方不明になる。

### アダチトライブ
千住 百太郎（せんじゅ ひゃくたろう）
声 - 熊谷健太郎
11月23日生まれ。アダチトライブのリーダーであり、エースピッチャー。メラメラと赤く燃え上がる「ファイアボール」や「ファイアバット」といった、独特のXBギアを扱う。瞬の死後すぐにミナトトライブに勝負をしかけるため、さおりを誘拐するが、それは不器用な千住なりの激励。原付の免許が無く、バイクに乗れないため自転車に乗って移動する。
梅田 蘭吉（うめだ らんきち）
声 - 増田俊樹
8月19日生まれ。副リーダーの1人でお調子乗りのムードメーカー。バイカー集団であるアダチトライブの中でも、バイクの乗りこなしに秀でており、トリッキーなライティングで敵を翻弄する。
辰沼 龍斗（たつぬま たつと）
声 - 武内駿輔
4月8日生まれ。同じく副リーダーの1人。バイクの扱いについては人一倍豪快であり、力強いライディングで敵を蹴散らす。

### オオタトライブ
ジャッジロボへの妨害行為を行ったうえでのルール無用の戦法を取っており、ちゃんとルールを理解していない。
園田 不兆（そのだ ふちょう）
声 - 寺島惇太
1月12日生まれ。オオタトライブのリーダー。予定調和を極度に嫌っており、常に「カオス」を追い求めている。カオスのためなら手段は選ばず、自分を殺そうとする羽田をわざと近くに置くといった、常人には理解できない行動もみられる。
雪谷 えのき（ゆきがや えのき）
声 - 近藤玲奈
10月15日生まれ。かわいらしい見た目とは裏腹に、笑いながらロケットランチャーをぶっ放すといった、常軌を逸した一面も見られる。ジャッジロボへの妨害行為を行っていた際、止めに来たタイガに一目惚れし、以降はタイガに付きまとうようになる。ヤンデレ気味なのか、「あなたを殺して私も死ぬ。そうすれば地獄でまた一緒。」と呟いている。
羽田 清死郎（はねだ きよしろう）
声 - 野津山幸宏
12月17日生まれ。園田に対し強い殺意を持ち、その命を常に狙っているが、毎回返り討ちにあってしまい、いつも自身の方が血まみれとなることが多い。
西郷 ロク（さいごう ろく）
声 - 松田健一郎
6月9日生まれ。図体が大きく、車をも軽々と持ち上げる力自慢でもある。多くを語ることを是としない寡黙な男で、その腹の内は他のメンバーにもわからない。
旭川 カイ（あさひかわ かい）
声 - 梶原岳人
2月5日生まれ。曲者揃いのオオタの中でも、ずば抜けてクレイジーな男である。カオスな運転を園田に買われてオオタトライブの運転手を務めているが、車の原型をとどめたままオオタシティに帰ってこれたことはない。

### タイトウトライブ
上野 弥次郎兵衛（うえの やじろべえ）
声 - 中村悠一
9月12日生まれ。タイトウトライブのリーダー。花札をはじめ、荒々しい男たちが多いタイトウトライブがまとまっているのは自身の人望の厚さゆえである。
桜 花札（さくら はなふだ）
声 - 小野大輔
4月14日生まれ。エースプレーヤー。面倒くさがり屋であり女に対してもだらしない性格だが、義理と人情に厚く、曲がったことは許さないという男らしい一面も見られる。タイガから弟子入りを志願されるも、適当にあしらっていた。弟子入りを賭けたXB対決でズルを働き諦めさせようとしたが、逆に自分の油断で負けてしまい弟子入りを認めた。

### シナガワトライブ
五反田 豊（ごたんだ ゆたか）
声 - 駒田航
9月12日生まれ。シナガワトライブのリーダー。最新テクノロジーを用いたXBギアの開発および販売も行っている。また、プロモーションとして、XBゲームを強豪トライブに仕掛けることもよくある。
大井 南（おおい みなみ）
声 - 村井美里
12月22日生まれ。豊の秘書。敵のデータを収集および分析しながら、最新のXBギアを駆使して戦っている。

### セタガヤトライブ
轟 英二（とどろき えいじ）
声 - 小野賢章
12月1日生まれ。事業や投資で大金を稼いでいる億万長者。世の中は金こそ全てであると考えており、自身が欲しいものは何でも金で入手しようとする。セタガヤトライブの中でもクズと名高いらしい。ビームバットを欲しがりダイナーに盗みに入ったり、大会を主催したりしたが、カズキに思惑を見破られ失敗に終わった。

### チヨダトライブ
鳳 天心（おおとり てんしん）
声 - 中博史
1月31日生まれ。ネオトーキョーの国王。XBに強く執心し、最強のXBプレーヤーにしようと世継ぎである王次郎を幼少期より鍛えさせ、王次郎をリーダーとしたチヨダトライブを結成した。XB対決で敗れたカズキを王国から追放し、王次郎に腕を痛めつけるよう命じた人物。チヨダ勝利のためなら手段を選ばず、XBそのものを自分のなすが儘にしようとした。その結果、王次郎の怒りに触れ殺害される。
鳳 王次郎（おおとり おうじろう）
声 - 諏訪部順一
9月26日生まれ。天心の世継ぎであり、チヨダトライブのリーダー。実力は確かで実際に戦ったハルたちも身をもって知っている。幼少期より天心のもとで鍛えられた。天心の傍若無人な振る舞いに従い続けていたが、「XBでどんな手を使ってでもトライブを完膚なきまで潰せ」という発言に激高。天心を殺害して新たな国王に就任する。その後、新たなXB法を作り一部ながらも民衆からの支持を得る。カズキとは血の繋がらない兄弟であったが、XBでどちらが強いかを賭けた勝負を行い、天心の命で腕を踏みつけケガを負わせた張本人でもある。ミナトトライブとのすべてを賭けた戦いでカズキとの思い出を取り戻し、XBを真から楽しみながらハルたちに改めて立ち向かう。最後は結衣の破壊行動に巻き込まれ、瓦礫もろとも行方不明となった。
神木 結衣（かみき ゆい）
声 - 小松未可子
3月15日生まれ。天心の秘書。表向きには慎ましく秘書をこなしているが、裏では鳳家のためであれば、どんな業務であっても遂行するといった冷徹さを持ち合わせている。特にチヨダから追放されたカズキに対してはゴミのような扱いをする。その後、王次郎の命でミナトトライブに戦いを挑むが、完全勝利のためとは言え花札に拳銃を向けるなど身勝手な行動をしたため、業を煮やした王次郎から罷免される。すると免職された腹いせに、ネオトウキョウシティの破壊行動に走った直後、行方をくらます。

### その他
ねこまる
声 - 渕上舞
神谷瞬が飼っている猫。チャームポイントは右肩と背中にある星型の模様である。
ミナトトライブのマスコット的存在。ミナトの溜まり場であるダイナー「Lovely Ocean」で毎日のんびり過ごしている。
ジャッジロボ
声 - 鷲見昂大
ロボット。XBの審判を行っている。XBが始まれば、どこからでも現れ、公平なジャッジを行う。
ルールには極めて厳格で、破った者に対しては容赦のない攻撃を浴びせる。ミナトとオオタとの一戦では、オオタの不正な妨害行為により故障させられ、一時的なゲームバランスの崩壊を招いた。

## ゲーム版
PCおよびスマートフォン向けオンラインゲームとして2025年2月20日よりサービスを開始。基本プレイ無料（アイテム課金制）。ゲームコントローラーにも対応。TVアニメ版の一部キャラクターにも登場する。
2025年11月27日をもってサービス終了予定。サービス終了に先立ち、同年8月1日に二次創作による本作のストーリー完結を目的とした同人サークル「ねおねおんトライブ」が設立。サークル発起人は小高和剛・山口修平・杉中克考の3名でアカツキゲームスからの承諾を得つつも非公式・非営利での運営となる。

## テレビアニメ
2022年1月から3月まで『トライブナイン』のタイトルでTOKYO MXほかにて放送された。

### スタッフ
- 原作 - アカツキ[38]、トゥーキョーゲームス[38]
- 原案 - 小高和剛[38]
- キャラクター原案 - 小松崎類[38]、しまどりる[38]
- 総合プロデューサー - 山口修平[38]
- 監督・絵コンテ - 青木悠[38]
- シリーズ構成 - 横手美智子[38]
- アニメーションキャラクターデザイン・総作画監督 - 薮本陽輔[38]
- プロップデザイン - 川原智弘、荒木一成
- 美術監督 - 三宅昌和
- 美術設定 - 宮越歩、長池未来、傅思宇、高畠聡
- 色彩設計 - 大西峰代
- 撮影監督 - 柏木健太郎
- 3Dディレクター - 伊藤仁美
- 編集 - 長谷川舞
- 音響監督 - 田中亮
- 音楽 - 高田雅史[38]
- 音楽プロデューサー - 関根陽一
- 音楽制作 - ランティス[38]
- プロデューサー - 泉昭紀、阿部研吾、山岡勇輝、飯島江美子、神田亮太、瀬島卓也
- アニメーションプロデューサー - 山本航
- アニメーション制作 - ライデンフィルム[38]
- 製作 - トライブナイン製作委員会[38]（アカツキ、バンダイナムコアーツ、ドコモ・アニメストア、Funimation Global Group、ジェイアール東日本企画）

### 主題歌
「Strike It Out」
MIYAVIによるオープニングテーマ。作詞はMIYAVI、作曲・編曲はJeff Miyahara。
「Infocus」
Void_Chords feat. LIOによるエンディングテーマ。作詞はKonnie Aoki、作曲・編曲は高橋諒。
「Battle Cry」
TWiN PARADOXによる挿入曲。ミナトトライブテーマ。作曲・編曲はJeff MiyaharaとOliver。
「Revolving Overdrive」
MATZ feat. Foggy-Dによる挿入曲。シナガワトライブテーマ。作曲・編曲はMATZとRockwellとTeddyLoid。
「FIRE」
NAWABARIによる挿入曲。アダチトライブテーマ。作曲はYUKO、編曲はNAWABARI。

### 各話リスト
| 話数 | サブタイトル                   | 脚本       | 演出                    | 作画監督                                                                                    | アクション作画監督  | 初放送日       |
| ---- | ------------------------------ | ---------- | ----------------------- | ------------------------------------------------------------------------------------------- | ------------------- | -------------- |
| 1話  | 魂かけて                       | 横手美智子 | 池田ユウキ              | 薮本陽輔                                                                                    | 千光士海登          | 2022年 1月10日 |
| 2話  | 壊し屋                         | 横手美智子 | 友田康                  | 伊藤大翼 武内啓                                                                             | 千光士海登          | 1月17日        |
| 3話  | 本当の敵                       | 横手美智子 | 山﨑立士                | 浦島美紀 加野晃 鈴木彩子 武内啓 薮本陽輔                                                    | 千光士海登          | 1月24日        |
| 4話  | アイツがいなけりゃ             | 横手美智子 | 白石達也                | 古谷梨絵 阿部弘樹 星野真澄 武内啓 嶋田聡史                                                  | 千光士海登          | 1月31日        |
| 5話  | 見たかったモノ                 | 横手美智子 | 三宅綱太郎              | 重松しんいち 和田賢人 石山寛 柑原豆真 嶋田聡史 Kim dae jung Park mi hyun Son kil yung       | 千光士海登          | 2月7日         |
| 6話  | 男の意地                       | 池田臨太郎 | 板庇迪                  | 井元一彰 武内啓 重内悠希 安達祐輔 内野明雄 中村和代 石上ひろ美                              | 千光士海登 菊池勝則 | 2月14日        |
| 7話  | ドキッ！トライブだらけのXB大会 | 池田臨太郎 | 友田康                  | 阿部弘樹 重国浩子 古瀬登 内野明雄 嶋田聡史 Yang Jihye Min Hyeonsuk                          | 千光士海登          | 2月21日        |
| 8話  | カオスの幕開け                 | 池田臨太郎 | 木村寛                  | 武内啓 小澤円 伊藤大翼 嶋田聡史 浦島美紀 柑原豆真 亀山進矢 内野明雄                         | 千光士海登          | 2月28日        |
| 9話  | 逆転サヨナラ                   | 池田臨太郎 | 白石達也                | 阿部弘樹 亀山進矢 和田賢人 石山寛 佐野陽子 古谷梨絵                                         | 千光士海登          | 3月7日         |
| 10話 | 宣戦布告                       | 横手美智子 | むらやまきよし 川奈可奈 | 加野晃 成松義人 大野勉 鎌田均                                                               | -                   | 3月14日        |
| 11話 | 決戦！チヨダトライブ           | 横手美智子 | 江副仁美                | 内野明雄 中村和代 井元一彰 古谷梨絵 浦島美紀 伊藤大翼 石上ひろ美 Kim dae jung Son kil young | 千光士海登          | 3月21日        |
| 12話 | PLAY BALL                      | 横手美智子 | 池田ユウキ              | 薮本陽輔 柑原豆真                                                                           | -                   | 3月28日        |

### 放送局
| 放送期間                | 放送時間                     | 放送局     | 対象地域 | 備考                  |
| ----------------------- | ---------------------------- | ---------- | -------- | --------------------- |
| 2022年1月10日 - 3月28日 | 月曜 22:30 - 23:00           | TOKYO MX   | 東京都   |                       |
|                         | 月曜 23:00 - 23:30           | BS11       | 日本全域 | BS放送 / 『ANIME+』枠 |
| 2022年1月12日 - 3月30日 | 水曜 1:30 - 2:00（火曜深夜） | テレビ愛知 | 愛知県   |                       |
| 2022年1月13日 - 3月31日 | 木曜 0:30 - 1:00（水曜深夜） | サンテレビ | 兵庫県   |                       |

| 配信開始日    | 配信時間        | 配信サイト |
| ------------- | --------------- | --- |
| 2022年1月10日 | 月曜 22:30 更新 | dアニメストア |
| 2022年1月15日 | 土曜 22:30 更新 | ABEMA Amazon Prime Video DMM動画 dTV FOD GYAO! GYAO!ストア HAPPY!動画 Hulu J:COMオンデマンド MOVIEFULL music.jp ニコニコチャンネル Paravi Rakuten TV TELASA TVer U-NEXT アニメカ アニメ放題 クランクイン！ビデオ auスマートパスプレミアム バンダイチャンネル ひかりTV ビデオマーケット milplus |

## コミカライズ
2022年12月8日から縦読みフルカラーマンガアプリ「HykeComic」にて『トライブナイン ウォー・オブ・トーキョー』が連載された。アニメのストーリーをベースにしている。2023年8月24日にて第一部完結。全39話。